# Danh sách quốc gia và thủ đô theo ngôn ngữ bản địa
Bảng biểu bên dưới liệt kê các Danh sách quốc gia

## A
| Quốc gia (tên Anh/Việt)       | Thủ đô (tên Anh/Việt) | Quốc gia (tên gốc)            | Thủ đô (tên gốc)       | Ngôn ngữ bản địa/chính thức (hệ chữ viết)           |
| ----------------------------- | --------------------- | ----------------------------- | ---------------------- | --------------------------------------------------- |
| Abkhazia                      | Sukhum                | Apsny Аҧсны Abkhaziya Абхазия | Aqwa Аҟəа Sukhum Сухум | tiếng Abkhaz (Chữ Kirin Abkhaz) tiếng Nga Chữ Kirin |
| Afghanistan/A Phú Hãn         | Kabul                 | Afghanestan افغانستان         | Kabul كابل             | Dari-Ba Tư, Pashtu (Chữ Ả Rập)                      |
| Albania/Albani                | Tirana                | Shqipëria                     | Tiranë                 | tiếng Albania                                       |
| Algeria/Algérie               | Algiers               | Al-Jazā'ir الجزائر            | Al-Jazā'ir الجزائر     | tiếng Ả Rập (Chữ Ả Rập)                             |
| American Samoa/Samoa thuộc Mỹ | Pago Pago             | Amerika Sāmoa American Samoa  | Pago Pago              | tiếng Samoa tiếng Anh                               |
| Andorra                       | Andorra la Vella      | Andorra                       | Andorra la Vella       | tiếng Catalan                                       |
| Angola                        | Luanda                | Angola                        | Luanda                 | tiếng Bồ Đào Nha                                    |
| Anguilla                      | The Valley            |                               |                        | tiếng Anh                                           |
| Antigua và Barbuda            | Saint John's          |                               |                        | tiếng Anh                                           |
| Argentina/Á Căn Đình          | Buenos Aires          | Argentina                     | Ciudad de Buenos Aires | tiếng Tây Ban Nha                                   |
| Armenia                       | Yerevan               | Hayastán Հայաստան             | Yerevan Երեվան         | tiếng Armenia (Chữ Armenia)                         |
| Aruba                         | Oranjestad            |                               |                        | tiếng Hà Lan                                        |
| Australia/Úc (Đại Lợi)        | Canberra              |                               |                        | tiếng Anh/ Thổ ngữ bản xứ                           |
| Austria/Áo                    | Viên/Viên             | Österreich                    | Wien                   | tiếng Đức                                           |
| Azerbaijan                    | Baku                  | Azərbaycan                    | Bakı                   | Azeri (Chữ Latin)                                   |

## B
| Quốc gia (tên Anh/Việt)             | Thủ đô (tên Anh/Việt) | Quốc gia (tên gốc)                                             | Thủ đô (tên gốc)                               | Ngôn ngữ bản địa/chính thức (hệ chữ viết)                                    |
| ----------------------------------- | --------------------- | -------------------------------------------------------------- | ---------------------------------------------- | ---------------------------------------------------------------------------- |
| Bahamas                             | Nassau                |                                                                |                                                | tiếng Anh                                                                    |
| Bahrain/Baranh                      | Manama                | Al-Baḥrayn البحرين                                             | Al-Manāmah المنامة                             | tiếng Ả Rập (Chữ Ả Rập)                                                      |
| Bangladesh                          | Dhaka                 | Bangladesh বাংলাদেশ                                                | Ḍhaka ঢাকা                                       | tiếng Bengal (Chữ Bengal)                                                    |
| Barbados                            | Bridgetown            |                                                                |                                                | tiếng Anh                                                                    |
| Belarus                             | Minsk                 | Belarus’ Беларусь Biełaruś Belorussiyaor Belorussiâ Белоруссия | Minsk (Mensk) Мінск (Менск) Miensk Minsk Минск | tiếng Belarus (cổ thể) (Chữ Kirin) (Chữ Latin Belarus) tiếng Nga (Chữ Kirin) |
| Belgium/Bỉ                          | Brussels/ Bruxelles   | België Belgique Belgien                                        | Brussel Bruxelles Brüssel                      | tiếng Hà Lan tiếng Pháp tiếng Đức                                            |
| Belize                              | Belmopan              |                                                                |                                                | tiếng Anh                                                                    |
| Benin/Bénin                         | Porto-Novo            | Bénin                                                          | Porto-Novo                                     | tiếng Pháp                                                                   |
| Bermuda/Quần đảo Bermuda/Đảo Somers | Hamilton              |                                                                |                                                | tiếng Anh                                                                    |
| Bhutan                              | Thimphu               | Druk Yul འབྲུག་ཡུལ                                                | Thimphu ཐིམ་ཕུ                                   | Dzongkha                                                                     |
| Bolivia                             | La Paz                | Bolivia Buliwya Wuliwya Volívia                                | La Paz Chuqiyapu La Paz                        | tiếng Tây Ban Nha tiếng Quechua tiếng Aymara tiếng Guaraní                   |
| Bosnia-Herzegovina                  | Sarajevo              | Bosna i Hercegovina Босна и Херцеговина                        | Sarajevo Сарајево                              | tiếng Bosnia, tiếng Serbia, tiếng Croatia (Chữ Kirin)                        |
| Botswana                            | Gaborone              |                                                                |                                                | tiếng Anh                                                                    |
| Brasil/Braxin/Brasil/Ba Tây         | Brasília              | Brasil                                                         | Brasília                                       | tiếng Bồ Đào Nha                                                             |
| Brunei                              | Bandar Seri Begawan   | Brunei بروني                                                   | Bandar Seri Begawan باندر سري بڬاون            | tiếng Mã Lai (Chữ Jawi)                                                      |
| Bulgaria/Bungary                    | Sofia                 | Bulgariyaor Bălgarija България                                 | Sofiya orSofija София                          | tiếng Bungary (Chữ Kirin)                                                    |
| Burkina Faso/Cộng hòa Thượng Volta  | Ouagadougou           |                                                                |                                                | tiếng Pháp                                                                   |
| Burundi                             | Bujumbura             |                                                                |                                                | Kirundi                                                                      |

## C
- A
- Ă
- Â
- B
- C
- D
- Đ
- E
- F
- G
- H
- I
- J
- K
- L
- M
- N
- O
- P
- Q
- R
- S
- T
- U
- Ư
- V
- W
- X
- Y
- Z

| Quốc gia (tên Anh/Việt)                                   | Thủ đô (tên Anh/Việt)          | Quốc gia (tên gốc)                                         | Thủ đô (tên gốc)          | Ngôn ngữ bản địa/chính thức (hệ chữ viết)   |
| --------------------------------------------------------- | ------------------------------ | ---------------------------------------------------------- | ------------------------- | ------------------------------------------- |
| Cambodia/Campuchia/Kampuchea/Căm Bốt/Cao Miên             | Phnom Penh/Phnôm Pênh/Nam Vang | Kampuchea កម្ពុជា                                             | Phnom Penh ភ្នំពេញ           | tiếng Khmer ខ្មែរ                             |
| Cameroon                                                  | Yaoundé                        | Cameroun Cameroon                                          | Yaoundé                   | tiếng Pháp tiếng Anh                        |
| Canada/Gia Nã Đại                                         | Ottawa                         |                                                            |                           | tiếng Anh tiếng Pháp                        |
| Cape Verde/Cap Ve                                         | Praia                          | Cabo Verde                                                 | Praia                     | tiếng Bồ Đào Nha                            |
| Quần đảo Cayman                                           | George Town                    |                                                            |                           | tiếng Anh                                   |
| Cộng hòa Trung Phi                                        | Bangui                         | République Centrafricaine Ködörösêse tî Bêafrîka           | Bangui Bangî              | tiếng Pháp tiếng Sango                      |
| Chad/Tchad                                                | N'Djamena                      | Tchad تشاد                                                 | Ndjamena نجامينا          | tiếng Pháp tiếng Ả Rập                      |
| Chile/Chí Lợi                                             | Santiago                       |                                                            |                           | tiếng Tây Ban Nha                           |
| China/Trung Hoa (Trung Cộng)/Trung Quốc                   | Beijing/Bắc Kinh               | Zhōngguó (Zhōnghuá Rénmín Gònghéguó) 中国 (中华人民共和国) | Běijīng 北京              | tiếng Quan Thoại (Trung văn giản thể)       |
| China/Trung Hoa (Dân Quốc)/Trung Hoa Đài Bắc hay Đài Loan | Taipei/Đài Bắc                 | Zhōnghuá Mínguó hay Táiwan 中華民國 hay 臺灣/台灣          | Táiběi 臺北/台北          | tiếng Hoa (Hán tự phồn thể)                 |
| Đảo Christmas/Phục Sinh                                   | Flying Fish Cove               | Christmas Island                                           | Flying Fish Cove          | tiếng Anh                                   |
| Quần đảo Cocos (Keeling)                                  | Đảo Tây                        |                                                            |                           | tiếng Anh                                   |
| Colombia                                                  | Bogotá                         |                                                            |                           | tiếng Tây Ban Nha                           |
| Comoros                                                   | Moroni                         | Komori Juzur al-Qamar جزر القمر Comores                    | Moroni موروني Moroni      | Shikomor tiếng Ả Rập (Chữ Ả Rập) tiếng Pháp |
| Congo/Congo-Brazzaville                                   | Brazzaville                    | Congo hay Congo-Brazza                                     | Brazzaville               | tiếng Pháp                                  |
| Congo (CHDC)/Congo Bỉ/ Congo-Léopoldville                 | Kinshasa                       | Congo                                                      | Kinshasa                  | tiếng Pháp                                  |
| Quần đảo Cook                                             | Avarua                         |                                                            |                           | tiếng Anh                                   |
| Costa Rica                                                | San José                       |                                                            |                           | tiếng Tây Ban Nha                           |
| Côte d'Ivoire/Bờ Biển Ngà                                 | Yamoussoukro                   |                                                            |                           | tiếng Pháp                                  |
| Croatia                                                   | Zagreb                         | Hrvatska                                                   | Zagreb                    | tiếng Croatia                               |
| Cuba                                                      | La Habana                      | Cuba                                                       | La Habana                 | tiếng Tây Ban Nha                           |
| Cyprus/Síp                                                | Nicosia                        | Kypros Κύπρος Kıbrıs                                       | Lefkosia Λευκωσία Lefkoşa | tiếng Hy Lạp (Chữ Hy Lạp) tiếng Thổ         |
| Cộng hòa Czech/Séc Czechia                                | Prague/Praha                   | Česká republika Česko                                      | Praha                     | tiếng Séc                                   |

## D
- A
- Ă
- Â
- B
- C
- D
- Đ
- E
- F
- G
- H
- I
- J
- K
- L
- M
- N
- O
- P
- Q
- R
- S
- T
- U
- Ư
- V
- W
- X
- Y
- Z

| Quốc gia (tên Anh/Việt)      | Thủ đô (tên Anh/Việt) | Quốc gia (tên gốc)     | Thủ đô (tên gốc)       | Ngôn ngữ bản địa/chính thức (hệ chữ viết) |
| ---------------------------- | --------------------- | ---------------------- | ---------------------- | ----------------------------------------- |
| Denmark/Đan Mạch             | Copenhagen            | Danmark                | København              | tiếng Đan Mạch                            |
| Djibouti                     | Djibouti              | Jībūtī جيبوتي Djibouti | Jībūtī جيبوتي Djibouti | tiếng Ả Rập (Chữ Ả Rập) tiếng Pháp        |
| Dominica                     | Roseau                |                        |                        | tiếng Anh                                 |
| Cộng hòa Dominica/Dominicana | Santo Domingo         | República Dominicana   | Santo Domingo          | tiếng Tây Ban Nha                         |

## E
- A
- Ă
- Â
- B
- C
- D
- Đ
- E
- F
- G
- H
- I
- J
- K
- L
- M
- N
- O
- P
- Q
- R
- S
- T
- U
- Ư
- V
- W
- X
- Y
- Z

| Quốc gia (tên Anh/Việt)           | Thủ đô (tên Anh/Việt) | Quốc gia (tên gốc)         | Thủ đô (tên gốc)          | Ngôn ngữ bản địa/chính thức (hệ chữ viết) |
| --------------------------------- | --------------------- | -------------------------- | ------------------------- | ----------------------------------------- |
| East Timor/Đông Timor/Timor-Leste | Dili                  | Timor Lorosa'e Timor-Leste | Díli                      | Tetum tiếng Bồ Đào Nha                    |
| Ecuador                           | Quito                 |                            |                           | tiếng Tây Ban Nha                         |
| Egypt/Ai Cập/Y Diệp               | Cairo                 | Misr orMasr مصر            | Al-Qāhirah القاهرة        | tiếng Ả Rập (Chữ Ả Rập)                   |
| El Salvador                       | San Salvador          |                            |                           | tiếng Tây Ban Nha                         |
| Equatorial Guinea/Guinea Xích Đạo | Malabo                | Guinea Ecuatorial          | Malabo                    | tiếng Tây Ban Nha                         |
| Eritrea                           | Asmara                | Iritriya إرتريا Erta ኤርትራ  | Asmaraa أسمرا Asmära አሥመራ | tiếng Ả Rập (Chữ Ả Rập) tiếng Tigrinya    |
| Estonia                           | Tallinn               | Eesti                      | Tallinn                   | tiếng Estonia                             |
| Ethiopia                          | Addis Ababa           | Ityop'ia ኢትዮጲያ ኢትዮጵያ       | Addis Abäba አዲስ አበባ       | Amharic                                   |

## F
- A
- Ă
- Â
- B
- C
- D
- Đ
- E
- F
- G
- H
- I
- J
- K
- L
- M
- N
- O
- P
- Q
- R
- S
- T
- U
- Ư
- V
- W
- X
- Y
- Z

| Quốc gia (tên Anh/Việt)                   | Thủ đô (tên Anh/Việt) | Quốc gia (tên gốc)  | Thủ đô (tên gốc)     | Ngôn ngữ bản địa/chính thức (hệ chữ viết) |
| ----------------------------------------- | --------------------- | ------------------- | -------------------- | ----------------------------------------- |
| Quần đảo Faroe                            | Tórshavn              | Føroyar Færøerne    | Tórshavn Thorshavn   | tiếng Faroe tiếng Đan Mạch                |
| Fiji                                      | Suva                  | Fiji Viti फ़िजी        | Suva                 | tiếng Anh tiếng Fiji tiếng Hindustani     |
| Finland/Phần Lan                          | Helsinki              | Suomi Finland       | Helsinki Helsingfors | tiếng Phần Lan tiếng Thụy Điển            |
| France/Pháp/Phú Lãng Sa                   | Paris                 | France              | Paris                | tiếng Pháp                                |
| French Guiana/Guyane thuộc Pháp/Nguy Gian | Cayenne               | Guyane              | Cayenne              | tiếng Pháp                                |
| French Polynesia/Polynésie thuộc Pháp     | Papeete               | Polynésie française | Papeete              | tiếng Pháp                                |

## G
- A
- Ă
- Â
- B
- C
- D
- Đ
- E
- F
- G
- H
- I
- J
- K
- L
- M
- N
- O
- P
- Q
- R
- S
- T
- U
- Ư
- V
- W
- X
- Y
- Z

| Quốc gia (tên Anh/Việt)    | Thủ đô (tên Anh/Việt) | Quốc gia (tên gốc)            | Thủ đô (tên gốc)                  | Ngôn ngữ bản địa/chính thức (hệ chữ viết)  |
| -------------------------- | --------------------- | ----------------------------- | --------------------------------- | ------------------------------------------ |
| Gabon                      | Libreville            |                               |                                   | tiếng Pháp                                 |
| Gambia                     | Banjul                |                               |                                   | tiếng Anh                                  |
| Georgia/Gruzia             | Tbilisi               | Sak'art'velo საქართველო       | Tbilisi თბილისი                   | tiếng Georgia (Bảng chữ cái Georgia)       |
| Germany/Đức                | Berlin/Bá Linh        | Deutschland                   | Berlin                            | tiếng Đức                                  |
| Ghana                      | Accra                 |                               |                                   | tiếng Anh                                  |
| Gibraltar                  | Gibraltar             |                               |                                   | tiếng Anh                                  |
| Greece/Hy Lạp              | Athens/Athena         | Hellas Ελλάς or Ellada Ελλάδα | Athinai Αθήναι hay Athina Αθήνα   | tiếng Hy Lạp (Chữ Hy Lạp)                  |
| Greenland                  | Nuuk                  | Kalaallit Nunaat Grønland     | Nuuk Godthåb                      | tiếng Greenland tiếng Đan Mạch             |
| Grenada                    | St. George's          |                               |                                   | tiếng Anh                                  |
| Guadeloupe                 | Basse-Terre           |                               |                                   | tiếng Pháp                                 |
| Guam                       | Hagåtña               |                               |                                   | tiếng Anh                                  |
| Guatemala                  | Guatemala City        | Guatemala                     | La Nueva Guatemala de la Asunción | tiếng Tây Ban Nha                          |
| Guernsey                   | St Peter Port         |                               |                                   | tiếng Anh                                  |
| Guinea/Guinée              | Conakry               | Guinée Gine                   | Conakry Kɔnakiri Konakiri         | tiếng Pháp Maninka, tiếng Susu tiếng Pular |
| Guinea-Bissau/Guiné-Bissau | Bissau                | Guiné-Bissau                  | Bissau                            | tiếng Bồ Đào Nha                           |
| Guyana                     | Georgetown            |                               |                                   | tiếng Anh                                  |

## H
- A
- Ă
- Â
- B
- C
- D
- Đ
- E
- F
- G
- H
- I
- J
- K
- L
- M
- N
- O
- P
- Q
- R
- S
- T
- U
- Ư
- V
- W
- X
- Y
- Z

| Quốc gia (tên Anh/Việt) | Thủ đô (tên Anh/Việt) | Quốc gia (tên gốc) | Thủ đô (tên gốc)         | Ngôn ngữ bản địa/chính thức (hệ chữ viết) |
| ----------------------- | --------------------- | ------------------ | ------------------------ | ----------------------------------------- |
| Haiti                   | Port-au-Prince        | Haïti Ayiti        | Port-au-Prince Pòtoprens | tiếng Pháp tiếng Creole Haiti             |
| Honduras                | Tegucigalpa/Tegus     | Honduras           | Tegucigalpa              | tiếng Tây Ban Nha                         |
| Hungary/Hung Gia Lợi    | Budapest              | Magyarország       | Budapest                 | tiếng Hungary                             |

## I
- A
- Ă
- Â
- B
- C
- D
- Đ
- E
- F
- G
- H
- I
- J
- K
- L
- M
- N
- O
- P
- Q
- R
- S
- T
- U
- Ư
- V
- W
- X
- Y
- Z

| Quốc gia (tên Anh/Việt)  | Thủ đô (tên Anh/Việt) | Quốc gia (tên gốc) | Thủ đô (tên gốc) | Ngôn ngữ bản địa/chính thức (hệ chữ viết) |
| ------------------------ | --------------------- | --- | --- | --- |
| Iceland/Băng Đảo         | Reykjavík             | Ísland | Reykjavík | tiếng Iceland |
| India/Ấn Độ              | New Delhi             | Bharôt ভাৰত Bharot ভারত India Bhārat ભારત Bhārat,Hindustān भारत, हिंदुस्तान Bhārata ಭಾರತ Hindōstān ہندوستان Bhārat भारत Inḍya,Bhāratam ഇന്ത്യ, ഭാരതം Bhārat भारत Bhārat भारत Bharôtô ଭାରତ Bhārat,Hindustān ਭਾਰਤ, ਹਿੰਦੁਸਤਾਨ Bhāratam भारतम् Bhāratu,Hindustānu ڀارت، هندستان Indiyā,Bārata இந்தியா, பாரத Bhāratadēsham,Inḍiyā భారత దేశం, ఇండియా Hindostān,Bhārat ہندوستان، بھارت | Nôya Dilli নয়া দিল্লী Nôea Dilli নয়া দিল্লী New Delhi Navī Dilhī નવી દિલ્હી Naī Dillī नई दिल्ली Nava Dehali ನವ ದೆಹಲಿ Dilī دِلى Navī Dillī नवी दिल्ली Nyūḍalhi ന്യൂഡല്ഹി Navī Dillī नवी दिल्ली Nūadillī ନୂଆଦିଲ୍ଲୀ Navīñ Dillī ਨਵੀਂ ਦਿੱਲੀ Nava Dehalī दिल्ली Naīñ Dihlī نئين دهلي Puduḍilli புதுடில்லி Nyūḍhillī న్యూఢిల్లీ Naī Dĕhlī, Naī Dillī نئی دہلی، نئی دلی | tiếng Assam (Chữ Assam) tiếng Bengal (Chữ Bengal) tiếng Anh tiếng Gujarat (Chữ Gujarāt) tiếng Hindi (Chữ Devanagari) tiếng Kannada (Chữ Kannada) tiếng Kashmir (Chữ Perso-Ả Rập) tiếng Konkan (Chữ Devanagari) tiếng Malayalam (Chữ Malayalam) tiếng Marath (Chữ Devanagari) tiếng Nepal (Chữ Devanagari) tiếng Oriya (Oriya script) tiếng Punjab (Chữ Gurmukh) tiếng Phạn (Chữ Devanagari) tiếng Sindh (Chữ Perso-Ả Rập) tiếng Tamil (Chữ Tamil) tiếng Telugu (Chữ Telugu) tiếng Urdu (Chữ Perso-Ả Rập) |
| Indonesia/Nam Dương      | Jakarta               | Indonesia | Jakarta | tiếng Indonesia |
| Iran/Ba Tư               | Tehran                | Īrān ایران | Tehrān تهران | tiếng Ba Tư (Chữ Perso-Ả Rập) |
| Iraq                     | Baghdad               | Al-'Iraq العراق | Baghdad بغداد | tiếng Ả Rập và tiếng Kurd (Chữ Ả Rập) |
| Ireland/Ái Nhĩ Lan       | Dublin                | Éire Ireland | Baile Átha Cliath Dublin | tiếng Ireland tiếng Anh |
| Đảo Man                  | Douglas               | Isle of Man Ellan Vannin | Douglas Doolish | tiếng Anh tiếng Man |
| Israel                   | Jerusalem/Gia Liêm    | ישראל Israel | י' ירושלים'Jerusalem | Hebrew tiếng Anh |
| Italy/Italia/Ý/Ý Đại Lợi | Rome/Roma/La Mã       | Italia | Roma | tiếng Ý |

## J
- A
- Ă
- Â
- B
- C
- D
- Đ
- E
- F
- G
- H
- I
- J
- K
- L
- M
- N
- O
- P
- Q
- R
- S
- T
- U
- Ư
- V
- W
- X
- Y
- Z

| Quốc gia (tên Anh/Việt) | Thủ đô (tên Anh/Việt) | Quốc gia (tên gốc)  | Thủ đô (tên gốc)                    | Ngôn ngữ bản địa/chính thức (hệ chữ viết) |
| ----------------------- | --------------------- | ------------------- | ----------------------------------- | ----------------------------------------- |
| Jamaica                 | Kingston              |                     |                                     | tiếng Anh                                 |
| Japan/Nhật Bản          | Tokyo/Đông Kinh Đô    | Nippon orNihon 日本 | Tōkyō 東京                          | tiếng Nhật (Kanji/Hiragana/Katakana)      |
| Jersey                  | Saint Helier          | Jersey Jèrri        | St. Helier Saint Hélier Saint Hélyi | tiếng Anh tiếng Pháp Jèrriais             |
| Jordan/Jordani          | Amman/Ammann          | Al-’Urdun الأردن    | ‘Ammān عمان                         | tiếng Ả Rập (Chữ Ả Rập)                   |

## K
- A
- Ă
- Â
- B
- C
- D
- Đ
- E
- F
- G
- H
- I
- J
- K
- L
- M
- N
- O
- P
- Q
- R
- S
- T
- U
- Ư
- V
- W
- X
- Y
- Z

| Quốc gia (tên Anh/Việt)                             | Thủ đô (tên Anh/Việt)            | Quốc gia (tên gốc)                                                                       | Thủ đô (tên gốc)               | Ngôn ngữ bản địa/chính thức (hệ chữ viết)          |
| --------------------------------------------------- | -------------------------------- | ---------------------------------------------------------------------------------------- | ------------------------------ | -------------------------------------------------- |
| Kazakhstan                                          | Astana                           | Qazaqstan Қазақстан Kazakhstán Казахстан                                                 | Astana Астана Astana Астана    | tiếng Kazakh (Chữ Kirin) tiếng Nga (Chữ Kirin)     |
| Kenya                                               | Nairobi                          |                                                                                          |                                | tiếng Anh, tiếng Swahil                            |
| Kiribati                                            | Nam Tarawa                       |                                                                                          |                                | tiếng Anh,Gilbertese                               |
| South Korea/Nam Triều Tiên/Nam Hàn/Đại Hàn/Hàn Quốc | Seoul/Thủ Nhĩ                    | Hanguk trong tiếng Nam Triều 한국 / 韓國 Nam-josŏn trong tiếng Bắc Triều 남조선 / 南朝鮮 | Seoul 서울                     | tiếng Triều Tiên (Hangul/Hanja)                    |
| North Korea/Bắc Triều Tiên/Triều Tiên               | Pyongyang/P'yŏngyang/Bình Nhưỡng | Chosŏn trong tiếng Bắc Triều 조선 / 朝鮮 Buk-han trong tiếng Nam Triều 북한 / 北韓       | P'yŏngyang 평양 / 平壌         | tiếng Triều Tiên (Hangul/Hanja)                    |
| Kosovo/Kosova                                       | Pristina/Prishtinë               | Kosova, Косово                                                                           | Prishtinë, Приштина (Priština) | tiếng Albania, tiếng Serbia (Chữ La Mã, Chữ Kirin) |
| Kuwait                                              | Thành phố Kuwait                 | Al-Kuwayt الكويت                                                                         | Al-Kuwayt الكويت               | tiếng Ả Rập (Chữ Ả Rập)                            |
| Kyrgyzstan/Kirghizia                                | Bishkek                          | Kyrgyzstan Кыргызстан Kirgizija Киргизия                                                 | Bishkek Бишкек Bishkek Бишкек  | tiếng Kyrgyz (Chữ Kirin) tiếng Nga (Chữ Kirin)     |

## L
- A
- Ă
- Â
- B
- C
- D
- Đ
- E
- F
- G
- H
- I
- J
- K
- L
- M
- N
- O
- P
- Q
- R
- S
- T
- U
- Ư
- V
- W
- X
- Y
- Z

| Quốc gia (tên Anh/Việt) | Thủ đô (tên Anh/Việt)          | Quốc gia (tên gốc)              | Thủ đô (tên gốc)                              | Ngôn ngữ bản địa/chính thức (hệ chữ viết) |
| ----------------------- | ------------------------------ | ------------------------------- | --------------------------------------------- | ----------------------------------------- |
| Laos/Lào                | Vientiane/Viêng Chăn/Vạn Tượng | Lao ລາວ                         | Vientiane hay Vieng Chan hay Viêng Chăn ວຽງຈັນ | tiếng Lào Chữ Lào                         |
| Latvia                  | Riga                           | Latvija                         | Rīga                                          | tiếng Latvia                              |
| Lebanon/Liban/Libăng    | Beirut                         | Lubnān لبنان                    | Bayrūt بيروت                                  | tiếng Ả Rập (Chữ Ả Rập)                   |
| Lesotho                 | Maseru                         | Lesotho                         | Maseru                                        | tiếng Sesotho, tiếng Anh                  |
| Liberia                 | Monrovia                       | Liberia                         | Monrovia                                      | tiếng Anh                                 |
| Libya/Libi              | Tripoli                        | Lībiyā ليبيا                    | Tarabulus طرابلس                              | tiếng Ả Rập (Chữ Ả Rập)                   |
| Liechtenstein           | Vaduz                          | Liechtenstein                   | Vaduz                                         | tiếng Đức                                 |
| Litva                   | Vilnius                        | Lietuva                         | Vilnius                                       | tiếng Lithuania                           |
| Luxembourg              | Luxembourg                     | Lëtzebuerg Luxemburg Luxembourg | Lëtzebuerg Luxemburg Luxembourg               | tiếng Luxembourg tiếng Đức tiếng Pháp     |

## M
- A
- Ă
- Â
- B
- C
- D
- Đ
- E
- F
- G
- H
- I
- J
- K
- L
- M
- N
- O
- P
- Q
- R
- S
- T
- U
- Ư
- V
- W
- X
- Y
- Z

| Quốc gia (tên Anh/Việt)     | Thủ đô (tên Anh/Việt)                              | Quốc gia (tên gốc)              | Thủ đô (tên gốc)                     | Ngôn ngữ bản địa/chính thức (hệ chữ viết) |
| --------------------------- | -------------------------------------------------- | ------------------------------- | ------------------------------------ | ----------------------------------------- |
| Macedonia                   | Skopje                                             | Makedonija Македонија           | Skopje Скопје                        | tiếng Macedonia (Chữ Kirin)               |
| Madagascar/Mã Đảo           | Antananarivo                                       | Madagasikara Madagascar         | Antananarivo Antananarivo/Tananarive | tiếng Malagasy tiếng Pháp                 |
| Malawi                      | Lilongwe                                           |                                 |                                      | tiếng Anh, Chichewa                       |
| Malaysia                    | Kuala Lumpur                                       | Malaysia                        | Kuala Lumpur                         | tiếng Mã Lai                              |
| Maldives                    | Malé                                               | Dhivehi Raajje ދިވެހިރާއްޖެ           | Malé މާލެ                              | tiếng Dhiveh (Chữ Thaana)                 |
| Mali                        | Bamako                                             | Mali                            | Bamakɔ                               | tiếng Bambara                             |
| Malta                       | Valletta                                           | Malta                           | Valletta or Il-Belt Valletta         | tiếng Malta                               |
| Quần đảo Marshall           | Majuro                                             |                                 |                                      | tiếng Anh, tiếng Marshall                 |
| Martinique                  | Fort-de-France                                     |                                 |                                      | tiếng Pháp                                |
| Mauritanie/Mauritania       | Nouakchott                                         | Mauritanie Mūrītāniyā موريتانيا | Nouakchott نواكشوط                   | tiếng Pháp tiếng Ả Rập (Chữ Ả Rập)        |
| Mauritius                   | Port Louis                                         | Maurice                         | Port Louis                           | tiếng Anh tiếng Pháp                      |
| Mayotte                     | Mamoudzou                                          | Mayotte                         | Mamoudzou                            | tiếng Pháp                                |
| México/México/Méhico        | Mexico City                                        | México                          | Ciudad de México                     | tiếng Tây Ban Nha                         |
| Liên bang Micronesia        | Palikir                                            |                                 |                                      | tiếng Anh                                 |
| Moldova                     | Chişinău                                           | Moldova                         | Chişinău                             | tiếng România                             |
| Monaco                      |                                                    | Monaco                          |                                      | tiếng Pháp                                |
| Mongolia/Mông Cổ            | Ulaanbaatar                                        | Mongol Uls Монгол Улс           | Ulaanbaatar Улаанбаатар              | tiếng Mông Cổ (Chữ Kirin)                 |
| Montenegro                  | Podgorica                                          | Crna Gora Црна Гора             | Podgorica Подгорица                  | tiếng Serbia                              |
| Montserrat                  | Plymouth (de jure) Brades/Brades Estate (de facto) |                                 |                                      | tiếng Anh                                 |
| Morocco/Maroc/Ma Rốc        | Rabat                                              | Al-Maghrib المغرب               | Rabat رباط                           | tiếng Ả Rập (Chữ Ả Rập)                   |
| Mozambique                  | Maputo                                             | Moçambique                      | Maputo                               | tiếng Bồ Đào Nha                          |
| Myanmar/Miến Điện/Diến Điện | Naypyidaw                                          | Myanma မြန်မာပြည်                    | Naypyidaw နေပြည်တော်                       | tiếng Myanma                              |

## N
- A
- Ă
- Â
- B
- C
- D
- Đ
- E
- F
- G
- H
- I
- J
- K
- L
- M
- N
- O
- P
- Q
- R
- S
- T
- U
- Ư
- V
- W
- X
- Y
- Z

| Quốc gia (tên Anh/Việt) | Thủ đô (tên Anh/Việt) | Quốc gia (tên gốc)   | Thủ đô (tên gốc)               | Ngôn ngữ bản địa/chính thức (hệ chữ viết)    |
| ----------------------- | --------------------- | -------------------- | ------------------------------ | -------------------------------------------- |
| Namibia                 | Windhoek              |                      |                                | tiếng Anh tiếng Đức Afrikaans                |
| Nauru                   | Yaren (de facto)      | Naoero Nauruo        |                                | English Nauruan                              |
| Nepal                   | Kathmandu             | Nepāl नेपाल            | Kāthmānḍau काठमांडौ                | Nepali Devanagari                            |
| Hà Lan                  | Amsterdam             | Nederland            | Amsterdam                      | tiếng Hà Lan                                 |
| New Caledonia           | Nouméa                | Nouvelle-Calédonie   | Nouméa                         | tiếng Pháp                                   |
| New Zealand             | Wellington            | New Zealand Aotearoa | Wellington Te Whanganui-a-Tara | tiếng Anh Māori                              |
| Nicaragua               | Managua               |                      |                                | tiếng Tây Ban Nha                            |
| Niger                   | Niamey                |                      |                                | tiếng Pháp                                   |
| Nigeria                 | Abuja                 |                      |                                | tiếng Anh, Hausa,Igbo, Yoruba,Broken English |
| Niue                    | Alofi                 |                      |                                | Niuean, tiếng Anh                            |
| Đảo Norfolk             | Kingston              |                      |                                | tiếng Anh                                    |
| Quần đảo Bắc Mariana    | Saipan                |                      |                                | tiếng Anh                                    |
| Na Uy                   | Oslo                  | Norge Noreg          | Oslo                           | Norwegian Bokmål Norwegian Nynorsk           |

## O
- A
- Ă
- Â
- B
- C
- D
- Đ
- E
- F
- G
- H
- I
- J
- K
- L
- M
- N
- O
- P
- Q
- R
- S
- T
- U
- Ư
- V
- W
- X
- Y
- Z

| Quốc gia (tên Anh/Việt) | Thủ đô (tên Anh/Việt) | Quốc gia (tên gốc) | Thủ đô (tên gốc) | Ngôn ngữ bản địa/chính thức (hệ chữ viết) |
| ----------------------- | --------------------- | ------------------ | ---------------- | ----------------------------------------- |
| Oman                    | Muscat                | ‘Umān عُمان         | Masqaṭ مسقط      | tiếng Ả Rập (Chữ Ả Rập)                   |

## P
- A
- Ă
- Â
- B
- C
- D
- Đ
- E
- F
- G
- H
- I
- J
- K
- L
- M
- N
- O
- P
- Q
- R
- S
- T
- U
- Ư
- V
- W
- X
- Y
- Z

| Quốc gia (tên Anh/Việt) | Thủ đô (tên Anh/Việt) | Quốc gia (tên gốc)                    | Thủ đô (tên gốc)       | Ngôn ngữ bản địa/chính thức (hệ chữ viết)                       |
| ----------------------- | --------------------- | ------------------------------------- | ---------------------- | --------------------------------------------------------------- |
| Pakistan                | Islamabad             | Pākistān پاکستان                      | Islāmabād اسلام‌اباد    | Urdu (Chữ Ả Rập)                                                |
| Palau                   | Ngerulmud             | Belau                                 | Ngerulmud              | tiếng Anh,Palauan                                               |
| Palestine               | ?                     | Filastīn فلسطين                       | Al Quds القدس          | tiếng Ả Rập (Chữ Ả Rập)                                         |
| Panama                  | Panama City           | Panamá                                | Panamá                 | tiếng Tây Ban Nha                                               |
| Papua New Guinea        | Port Moresby          | Papua New Guinea Papua Niugini        | Port Moresby Pot Mosbi | tiếng Anh Tok Pisin Hiri Motu                                   |
| Paraguay                | Asunción              | Paraguay Paraguái                     | Asunción Paraguay      | tiếng Tây Ban Nha Guaraní                                       |
| Peru                    | Lima                  | Perú                                  | Lima                   | tiếng Tây Ban Nha                                               |
| Philippines             | Manila                | Pilipinas Philippines Filipinas ᜉᜒᜎᜒᜉᜒᜈᜐ᜔ | Maynila Manila ᜋᜈᜒᜎ     | Filipino / Tagalog tiếng Anh tiếng Tây Ban Nha (Tagalog script) |
| Quần đảo Pitcairn       | Adamstown             |                                       |                        | tiếng Anh                                                       |
| Ba Lan                  | Warsaw                | Poland                                | Warszawa               | Tiếng Ba Lan                                                    |
| Bồ Đào Nha              | Lisbon                | Portugal                              | Lisboa                 | tiếng Bồ Đào Nha                                                |
| Puerto Rico             | San Juan              |                                       |                        | tiếng Tây Ban Nha                                               |

## Q
- A
- Ă
- Â
- B
- C
- D
- Đ
- E
- F
- G
- H
- I
- J
- K
- L
- M
- N
- O
- P
- Q
- R
- S
- T
- U
- Ư
- V
- W
- X
- Y
- Z

| Quốc gia (tên Anh/Việt) | Thủ đô (tên Anh/Việt) | Quốc gia (tên gốc) | Thủ đô (tên gốc) | Ngôn ngữ bản địa/chính thức (hệ chữ viết) |
| ----------------------- | --------------------- | ------------------ | ---------------- | ----------------------------------------- |
| Qatar                   | Doha                  | Qaṭar قطر          | Ad-Dawḥah الدوحة | tiếng Ả Rập (Chữ Ả Rập)                   |

## R
- A
- Ă
- Â
- B
- C
- D
- Đ
- E
- F
- G
- H
- I
- J
- K
- L
- M
- N
- O
- P
- Q
- R
- S
- T
- U
- Ư
- V
- W
- X
- Y
- Z

| Quốc gia (tên Anh/Việt) | Thủ đô (tên Anh/Việt) | Quốc gia (tên gốc)       | Thủ đô (tên gốc) | Ngôn ngữ bản địa/chính thức (hệ chữ viết) |
| ----------------------- | --------------------- | ------------------------ | ---------------- | ----------------------------------------- |
| Réunion                 | Saint-Denis           | Réunion                  | Saint-Denis      | tiếng Pháp                                |
| România                 | Bucharest             | România                  | Bucureşti        | Tiếng România                             |
| Nga                     | Moskva                | Rossiya orRossiâ Россия1 | Moskva Москва    | tiếng Nga (Chữ Kirin)                     |
| Rwanda                  | Kigali                |                          |                  | tiếng Pháp, Kinyarwanda, tiếng Anh        |

## S
- A
- Ă
- Â
- B
- C
- D
- Đ
- E
- F
- G
- H
- I
- J
- K
- L
- M
- N
- O
- P
- Q
- R
- S
- T
- U
- Ư
- V
- W
- X
- Y
- Z

| Quốc gia (tên Anh/Việt)     | Thủ đô (tên Anh/Việt)                                                                             | Quốc gia (tên gốc) | Thủ đô (tên gốc)                                                                    | Ngôn ngữ bản địa/chính thức (hệ chữ viết)                                             |
| --------------------------- | ------------------------------------------------------------------------------------------------- | --- | ----------------------------------------------------------------------------------- | ------------------------------------------------------------------------------------- |
| Saint-Pierre và Miquelon    | Saint-Pierre                                                                                      | Saint-Pierre et Miquelon | Saint-Pierre                                                                        | tiếng Pháp                                                                            |
| Saint Helena                | Jamestown                                                                                         | |                                                                                     | tiếng Anh                                                                             |
| Saint Kitts và Nevis        | Basseterre                                                                                        | |                                                                                     | tiếng Anh                                                                             |
| Saint Lucia                 | Castries                                                                                          | |                                                                                     | tiếng Anh                                                                             |
| Saint Vincent và Grenadines | Kingstown                                                                                         | |                                                                                     | tiếng Anh                                                                             |
| Samoa                       | Apia                                                                                              | |                                                                                     | English                                                                               |
| San Marino                  | San Marino                                                                                        | |                                                                                     | Tiếng Ý                                                                               |
| São Tomé và Príncipe        | São Tomé                                                                                          | São Tomé e Príncipe | São Tomé                                                                            | tiếng Bồ Đào Nha                                                                      |
| Ả Rập Saudi                 | Riyadh                                                                                            | Al-Mamlaka Al-‘Arabiyyah as Sa‘ūdiyyah المملكة العربية السعودية                                                                                                   | Ar-Riyāḍ الرياض                                                                     | tiếng Ả Rập (Chữ Ả Rập)                                                               |
| Senegal                     | Dakar                                                                                             | Sénégal | Dakar                                                                               | tiếng Pháp                                                                            |
| Serbia                      | Belgrade                                                                                          | Srbija Србија | Beograd Београд                                                                     | Serbian (Chữ Kirin)                                                                   |
| Seychelles                  | Victoria                                                                                          | Sesel Seychelles | Victoria or Port Victoria                                                           | Seychellois Creole tiếng Pháp tiếng Anh                                               |
| Sierra Leone                | Freetown                                                                                          | |                                                                                     | tiếng Anh                                                                             |
| Singapore                   |                                                                                                   | Singapura Singapore Xīnjiāpō 新加坡 Singapur சிங்கப்பூர் |                                                                                     | Malay tiếng Anh Mandarin Chinese (Simplified Chinese characters) Tamil (Tamil script) |
| Slovakia                    | Bratislava                                                                                        | Slovensko | Bratislava                                                                          | Slovak                                                                                |
| Slovenia                    | Ljubljana                                                                                         | Slovenija | Ljubljana                                                                           | Slovene                                                                               |
| Quần đảo Solomon            | Honiara                                                                                           | |                                                                                     | tiếng Anh                                                                             |
| Somalia                     | Mogadishu                                                                                         | Soomaaliya aş-Şūmāl الصومال | Muqdisho Maqadīshū مقديشو                                                           | Somali tiếng Ả Rập (Chữ Ả Rập)                                                        |
| Nam Phi                     | Pretoria (administrative Thủ đô), Cape Town (legislative Thủ đô), Bloemfontein, (judicial Thủ đô) | Nam Africa Suid-Afrika iNingizimu Afrika uMzantsi Afrika Afrika-Borwa Afrika Borwa Aforika Borwa Afurika Tshipembe Afrika Dzonga iNingizimu Afrika iSewula Afrika | Pretoria, Cape Town Pretoria,Kaapstad iPitoli Tshwane Tswane Pitori iPitoli iPitori | tiếng Anh Afrikaans Zulu Xhosa Pedi Sotho Tswana Venda Tsonga Swazi Ndebele           |
| Nam Ossetia                 | Tskhinval                                                                                         | Khussar Iryston Хуссар Ирыстон Samkhret Oseti სამხრეთი ოსეთი Южная Осетия Yuzhnaya Osetiya                                                                        | Chreba Чъреба Tskhinvali ცხინვალი Tskhinval Цхинвал                                 | Ossetic Georgian tiếng Nga                                                            |
| Tây Ban Nha                 | Madrid                                                                                            | España Espanya Espainia Espanha | Madrid Madril Madrid                                                                | tiếng Tây Ban Nha/Galician Catalan Basque Aranese                                     |
| Sri Lanka                   | Sri Jayawadenapura Kotte                                                                          | Sri Lankā ශ්‍රී ලංකාව ஸ்ரீ லங்க | Sri Jayawadenapura Kotte ශ්‍රී ජයවර්ධනපුර කෝට්ටේ கொழும்பு \|\| Sinhala Tamil                     |                                                                                       |
| Sudan                       | Khartoum                                                                                          | As-Sudan السودان | Al-Khartûm الخرطوم                                                                  | tiếng Ả Rập (Chữ Ả Rập)                                                               |
| Suriname                    | Paramaribo                                                                                        | |                                                                                     | tiếng Hà Lan                                                                          |
| Svalbard                    | Longyearbyen                                                                                      | Svalbard | Longyearbyen                                                                        | Norwegian                                                                             |
| Eswatini                    | Mbabane                                                                                           | |                                                                                     | tiếng Anh                                                                             |
| Thuỵ Điển                   | Stockholm                                                                                         | Sverige | Stockholm                                                                           | Tiếng Thụy Điển                                                                       |
| Thụy Sĩ                     | Bern                                                                                              | Schweiz Suisse Svizzera Svizra | Bern Berne Berna                                                                    | tiếng Đức tiếng Pháp Tiếng Ý Romansh                                                  |
| Syria                       | Damascus                                                                                          | Suriyah سورية | Dimashq / Ash-Sham الشام / دمشق                                                     | tiếng Ả Rập (Chữ Ả Rập)                                                               |

## T
- A
- Ă
- Â
- B
- C
- D
- Đ
- E
- F
- G
- H
- I
- J
- K
- L
- M
- N
- O
- P
- Q
- R
- S
- T
- U
- Ư
- V
- W
- X
- Y
- Z

| Quốc gia (tên Anh/Việt)          | Thủ đô (tên Anh/Việt)  | Quốc gia (tên gốc)                                                               | Thủ đô (tên gốc)                             | Ngôn ngữ bản địa/chính thức (hệ chữ viết) |
| -------------------------------- | ---------------------- | -------------------------------------------------------------------------------- | -------------------------------------------- | ----------------------------------------- |
| Taiwan (See "China (ROC)" entry) |                        |                                                                                  |                                              |                                           |
| Tajikistan                       | Dushanbe               | Tojikistan Тоҷикистон                                                            | Dushanbe Душанбе                             | Tajiki-Persian (Cyrilic)                  |
| Tanzania                         | Dodoma                 |                                                                                  |                                              | tiếng Anh                                 |
| Thái Lan                         | Bangkok                | Mueang Thai, Prathet Thai, Ratcha-anachak Thai เมืองไทย, ประเทศไทย, ราชอาณาจักรไทย | Krung Thep Maha Nakhon กรุงเทพฯ, กรุงเทพมหานคร | Tiếng Thái                                |
| Togo                             | Lomé                   |                                                                                  |                                              | tiếng Pháp                                |
| Tokelau                          |                        |                                                                                  |                                              | tiếng Anh                                 |
| Tonga                            | Nukuʻalofa             | Tonga                                                                            | Nukuʻalofa                                   | Tiếng Tonga                               |
| Trinidad và Tobago               | Port of Spain          |                                                                                  |                                              | tiếng Anh                                 |
| Tunisia                          | Tunis                  | Tunis تونس                                                                       | Tunis تونس                                   | tiếng Ả Rập (Chữ Ả Rập)                   |
| Thổ Nhĩ Kỳ                       | Ankara                 | Türkiye                                                                          | Ankara                                       | tiếng Thổ                                 |
| Turkmenistan                     | Ashgabat               | Türkmenistan                                                                     | Aşgabat                                      | Tiếng Turkmen                             |
| Quần đảo Turks và Caicos         | Cockburn Town          |                                                                                  |                                              | tiếng Anh                                 |
| Tuvalu                           | Fongafale (inFunafuti) |                                                                                  |                                              | tiếng Anh                                 |

## U
- A
- Ă
- Â
- B
- C
- D
- Đ
- E
- F
- G
- H
- I
- J
- K
- L
- M
- N
- O
- P
- Q
- R
- S
- T
- U
- Ư
- V
- W
- X
- Y
- Z

| Quốc gia (tên Anh/Việt)              | Thủ đô (tên Anh/Việt) | Quốc gia (tên gốc)                                                                                           | Thủ đô (tên gốc)                         | Ngôn ngữ bản địa/chính thức (hệ chữ viết)         |
| ------------------------------------ | --------------------- | --- | ---------------------------------------- | ------------------------------------------------- |
| Uganda                               | Kampala               | |                                          | tiếng Anh                                         |
| Ukraina                              | Kiev                  | Ukraїna Україна                                                                                              | Kyїv Київ                                | Ukrainian (Chữ Kirin)                             |
| Các Tiểu vương quốc Ả Rập Thống nhất | Abu Dhabi             | Al-’Imārat Al-‘Arabiyyah Al-Muttaḥidah الإمارات العربيّة المتّحدة                                              | ‘Abū ẓabī أبوظبي                         | tiếng Ả Rập (Chữ Ả Rập)                           |
| Anh Quốc                             | Luân Đôn              | United Kingdom Y Deyrnas Unedig Unitit Kinrick Rìoghachd Aonaichte Ríocht Aontaithe                          | London Llundain Lunnon Lunnainn Londain  | tiếng Anh Welsh Scots Scots Gaelic Tiếng Ireland  |
| Hoa Kỳ                               | Washington, D.C.      | United States or America Estados Unidos orAmérica États-Unis or Amérique 'Amelika-hui-pu-'ia or 'Amelika-hui | Washington D.C. Wakinekona or Wasinetona | tiếng Anh tiếng Tây Ban Nha Cajun French Hawaiian |
| Uruguay                              | Montevideo            | República Oriental del Uruguay                                                                               | Montevideo                               | tiếng Tây Ban Nha                                 |
| Uzbekistan                           | Tashkent              | O'zbekiston                                                                                                  | Toshkent                                 | Tiếng Uzbek                                       |

## V
- A
- Ă
- Â
- B
- C
- D
- Đ
- E
- F
- G
- H
- I
- J
- K
- L
- M
- N
- O
- P
- Q
- R
- S
- T
- U
- Ư
- V
- W
- X
- Y
- Z

| Quốc gia (tên Anh/Việt)   | Thủ đô (tên Anh/Việt) | Quốc gia (tên gốc)  | Thủ đô (tên gốc)  | Ngôn ngữ bản địa/chính thức (hệ chữ viết) |
| ------------------------- | --------------------- | ------------------- | ----------------- | ----------------------------------------- |
| Vanuatu                   | Port Vila             | Vanuatu             | Port-Vila         | tiếng Anh                                 |
| Vatican                   |                       | Civitas Vaticana    |                   | Latin                                     |
| Venezuela                 | Caracas               |                     |                   | tiếng Tây Ban Nha                         |
| Việt Nam                  | Hanoi                 | Việt Nam            | Hà Nội            | Tiếng Việt                                |
| Quần đảo Virgin thuộc Anh | Road Town             |                     |                   | tiếng Anh                                 |
| Quần đảo Virgin thuộc Mỹ  | Charlotte Amalie      |                     |                   | tiếng Anh                                 |
| Vojvodina                 | Novi Sad              | Vojvodina Војводина | Novi Sad Нови Сад | tiếng Serbi (Chữ Kirin)                   |

## W, X, Y, Z
- A
- Ă
- Â
- B
- C
- D
- Đ
- E
- F
- G
- H
- I
- J
- K
- L
- M
- N
- O
- P
- Q
- R
- S
- T
- U
- Ư
- V
- W
- X
- Y
- Z

| Quốc gia (tên Anh/Việt) | Thủ đô (tên Anh/Việt) | Quốc gia (tên gốc) | Thủ đô (tên gốc) | Ngôn ngữ bản địa/chính thức (hệ chữ viết) |
| ----------------------- | --------------------- | ------------------ | ---------------- | ----------------------------------------- |
| Wallis và Futuna        | Matâ'Utu              | Wallis-et-Futuna   | Matâ'Utu         | tiếng Pháp                                |
| Yemen                   | Sana'a                | Al-Yaman اليمن     | Ṣan‘ā’ ‫ﺻﻨﻌﺎﺀ‬     | tiếng Ả Rập (Chữ Ả Rập)                   |
| Zambia                  | Lusaka                |                    |                  | tiếng Anh                                 |
| Zimbabwe                | Harare                |                    |                  | tiếng Anh                                 |